# 鈴木洋
鈴木 洋（すずき ひろし、1958年8月31日 - ）は、日本の実業家。HOYA中興の祖鈴木哲夫の子で、同社取締役代表執行役最高経営責任者、日本取締役協会副会長。元ガラス産業連合会副会長。

## 人物・経歴
東京都出身。父はHOYA中興の祖鈴木哲夫。1982年東洋大学経営学部卒業。1985年メンロー大学卒業、ホーヤ入社。1993年ホーヤ取締役。1997年ホーヤ常務取締役。1999年ホーヤ常務取締役エレクトロオプティクスカンパニープレジデント。1999年ホーヤ専務取締役。2000年ホーヤ代表取締役社長。2003年からHOYA取締役代表執行役最高経営責任者を務め、大きく業績を拡大した。2011年からはHOYAシンガポール支店代表も兼務し、シンガポールを拠点に、M&Aなども進めた。この間、ニューガラスフォーラム会長、ガラス産業連合会副会長、日本取締役協会副会長等も務めた。